# Igor Miladinović
Igor Miladinović (srbskou cyrilicí: Игор Миладиновић; * 8. června 2003) je srbský profesionální fotbalista, který hraje na pozici záložníka za francouzský klub AS Saint-Étienne.

## Kariéra
Svou kariéru začal v srbském týmu Čukarički. Byl považován za jednoho z nejdůležitějších hráčů klubu.
Dne 9. srpna 2024 podepsal smlouvu s klubem Ligue 1 Saint-Étienne za 3 miliony eur.

## Osobní život
Narodil se v roce 2003 v Kruševaci. Je starším bratrem srbského fotbalisty Uroše Miladinoviće.